# 아리카와 히로
아라카와 히로(有川 浩, 1972년 6월 9일 ~ )은 일본의 여성 소설가이자 라이트 노벨 작가이다. 고치현 출신이다.

## 작품 목록

### 자위대 시리즈
- 소금의 거리 (2004년)
- 하늘 속 (2004년)
- 바다 밑 (2005년)
- 고래남친 (2007년)
- 하늘 나는 홍보실 (2012년)

### 도서관 전쟁 시리즈
- 도서관 전쟁 (2006년)
- 도서관 내란 (2006년)
- 도서관 위기 (2007년)
- 도서관 혁명 (2007년)
- 별책 도서관 전쟁 I (2008년)
- 별책 도서관 전쟁 II (2008년)
- 레인트리의 나라 (2006년)

### 시어터! 시리즈
- 시어터! (2009년)
- 시어터! 2 (2011년)

### 세 마리 아저씨 시리즈
- 세 마리 아저씨 (2009년)
- 세 마리 아저씨 다시 한 번 (2012년)

### 그 외 소설
- 한큐 전차 (2008년)
- 식물도감 (2009년)
- 프리터, 집을 사다 (2009년)
- 키켄 (2010년)
- 스토리 셀러 (2010년)
- 현청접대과 (2011년)
- 고양이 여행 리포트 (2012년)
- 캐럴링 (2014년)